# Tour Diane de Poitiers
La tour Diane de Poitiers sert d'entrée à l'hôtel particulier du même nom situé à Privas, en France.

## Localisation
La tour est située dans l'angle de la place de la République sur la commune de Privas, dans le département français de l'Ardèche.

## Historique
L'édifice est inscrit au titre des monuments historiques en 1935.